# Дюна: Битва біля Корріно
«Дюна: Битва при Корріні» — науково-фантастичний роман Браяна Герберта та Кевіна Дж. Андерсона 2004 року, дія якого відбувається у вигаданому всесвіті «Дюни», створеному Френком Гербертом. Це третя книга в трилогії-приквелі «Легенди Дюни», дія якої розгортається за 10 000 років до подій знаменитого роману Френка Герберта «Дюна» 1965 року. Літературний серіал «Легенди Дюни» розповідає про вигаданий Батлеріанський джихад, хрестовий похід останніх вільних людей у Всесвіті проти мислячих машин, жорстокої та домінуючої сили, яку очолює розумний комп'ютер Омніус.
Події роману відбуваються через повне століття після початку Батлеріанського джихаду та поділяються на дві частини, перша починається в 108 році BG (до Гільдії) і детально описує біологічну війну, яку ведуть мислячі машини проти людей. Друга частина роману починається в 88 BG і охоплює події після Великої чистки, що призвело до доленосної битви при Корріні. Наприкінці серії «Легенди Дюни» кілька сюжетних ліній, розпочатих у попередніх двох романах, ведуть до настання того політичного й соціального клімату, який добре закріпився в оригінальній серії "Дюна " Френка Герберта.
Dune: The Battle of Corrin піднялася на 9 місце в списку бестселерів The New York Times за другий тиждень публікації.

## Стислий зміст сюжету
Машинний вічнорозум Омніус після повстання людей продовжує свої плани знищити їх усіх. За пропозицією зрадника Йорека Турра, захоплений Тлейлакс Рекур Ван і автономний робот Еразмус створили РНК-ретровірус. Потім Омніус запускає капсули, що містять ретровірус, аби заразити планети, населені людьми. З рівнем прямої смертності 43 % вірусу вдалося ефективно ослабити Лігу знаті, зробивши її уразливою для нападу.
Виявляється, що споживання сирого меланжу сприяє зміцненню імунітету до ретровірусу та зупинці захворювання у деяких уже інфікованих. Омніус, не знаючи, що люди знайшли ліки від вірусу, готується до другої фази своєї атаки. Зібравши основну частину машинних армій, розміщених на різних синхронізованих планетах, вічнорозум запускає величезний флот до столиці Ліги Салуси Секундус. Дізнавшись про неминуче знищення машинним флотом, Воріан Атрід формулює план, за яким люди можуть здійснити імпульсно-атомні атаки на всі незахищені синхронізовані світи, повністю позбавивши всесвіт від Омніуса. Однак цей план передбачав використання все ще ненадійної технології згортання простору, щоб здійснити атаки до того, як машини зможуть відкликати флот на шляху до Салуси. Машини Омніуса вдається знищити на всіх планетах, крім однієї, хоча й з жахливою ціною людських життів, оскільки кожна планета була оплавлена. Хоча всі машини знищено, усі захоплені люди та раби на цих планетах також загинули. До того ж щоразу, коли людські армії подорожують крізь згорнений простір на нове місце, вони втрачають 10 % складу через ненадійність технології. Загалом це становить мільярди втрачених життів. Люди також не можуть знищити Омніуса в основному синхронізованому світі Коррін. У той час як інші втілення вічнорозуму зазнають нападу, когітор Відад подорожує до Корріна та попереджає Корріна-Омніуса про контрнаступ людей. Машинний флот відкликається, щоб захистити останню фортецю. Незважаючи на це, джихад Серени Батлер оголошено завершеним. Велика чистка закінчується патовою ситуацією між людьми та мислячими машинами на планеті Коррін. Попри те, що людська армія не в змозі знищити машини, вона бере їх в оточенні на Корріні мережею супутників-скремблерів. Так що будь-яка мисляча машина, яка спробує покинути планету, втратить розум. Така ситуація триває майже 20 років, коли машини не можуть втекти, а більшість людей не бажають вступати в нову битву.
Омніус, знову ж таки за пропозицією Турра, посилає машини з примітивним розумом, які можуть уникати мережі скремблерів, щоб атакувати Салусу Секундус і Россаку. Ці атаки мають обмежений ефект, але достатній, щоб нагадати людям, що машини все ще є загрозою. Рекламуючи свою перемогу над Титанами (див. нижче), Воріан Атрід переконує Лізі атакувати Коррін. Зіткнувшись із роботами, які використовують живі щити та не можуть використовувати свою основну тактичну зброю через зраду Абулурда Харкконена, Армія людства загрузла навколо Корріна. Вони змушені використовувати більшу частину своєї атомної зброї, щоб знищити роботів-захисників. Відбувається наземний наступ найманців Гіназа, який нарешті знищує Омніуса, але той встигає надіслати невідоме радіоповідомлення в космос. Після битви при Корріні віце-король Файкан Батлер перейменовує себе на Файкана Корріно на честь місця останньої битви.

### Культ Серени
Побачивши, як її батьки піддалися Бичу Машини («демона»), і ледь виживши сама, Рейна Батлер починає свій особистий хрестовий похід проти мислячих машин. Стверджуючи, що їй привиділася сама Серена Батлер (можливо, галюцинація, спричинена її хворобою), Райна починає трощити все, що нагадує мислячі машини, включаючи навіть нешкідливі пристрої та вкрай необхідне медичне обладнання. Нова група, відома як мученики, яка поклоняється трьом мученикам: Серені Батлер, Маніону Невинному та Іблісу Гінджо, миттєво підхоплюється місією Рейни. На чолі з Рейною Культ Серени спричиняє ще більше хаосу для людей. Незважаючи на притаманне лицемірство (наприклад, знищення деяких технологій, але постійне використання космічних кораблів) у групі, спадщина культу зберігається. Основна заповідь у оранжевій католицькій Біблії «не створюй машину, подібну до людського розуму» приписується безпосередньо Рейні Батлер. Крім того, група несе відповідальність за суворі закони, які забороняють усі мислячі машини під страхом смерті (і іноді тортур).
Протягом 20 років безвиході три Титани, що залишилися, Агамемнон, Юнона та Данте, намагаються відновити свою імперію кімеків. Під час обстеження Волаха IX, який був спустошений під час Великої чистки, в пошуках вцілілих, які потребують допомоги, Прімеро Квентін Батлер (батько Файкана та Абулурда Харконнена) був схоплений кімеками та доставлений до фортеці Титанів на Гессрі. Там його катують і самого перетворюють на кімека. Дізнавшись про це, Воріан Атрід вдає, що вийшов на пенсію, і їде до Гессри. Опинившись там, він повертає довіру свого батька Агамемнона. Під час остаточного перевороту Воріан і Квентін успішно вбивають Титанів і їхніх підлеглих кімеків, але ціною життя Квентіна.

## Спадщина

### Ворожнеча між Атрідами та Харконненами
Сюжетна лінія роману — це стосунки між Воріаном Атрідом і Абулурдом Батлером. Абулурд шалено відданий своєму наставнику Воріану. Воріан розповідає Абулурду правду про смерть Ксав'єра Харконнена та про те, що саме Ібліс Гінджо зрадив людство, а не Ксав'єр. Абулурд змінює своє прізвище на Харконнен, яке ненавидять більшість у Лізі. Хоча це заважає військовій кар'єрі Абулурда, Воріану все ж вдається підвищити його до Другого в Армії Джихаду і, нарешті, до Башара в Армії Людства. Разом вони клянуться виграти війну проти мислячих машин, а коли цю мету буде досягнуто, очистити ім'я Ксав'єра Харконнена.
Їхні стосунки погіршуються під час битви при Корріні, коли вони стикаються з живим щитом. Еразм помістив два мільйони полонених людей у низку вантажних контейнерів, які вибухають, коли людський флот наступає, і називаються мостом Гретгір. Воріан вважає, що принесення в жертву полонених людей є необхідною втратою, але Абулурд не погоджується. Обидва сперечаються, доки Воріан не звільняє Абулурда від командування й не наказує його затримати. В останній спробі врятувати полонених Абулурд деактивує зброю всього флоту, що робить атаку на Коррін складнішою та небезпечнішою та зрештою спричиняє набагато більші втрати. Нікому не відомо, що робот Еразмус вимкнув програму живого щита, врятувавши людей на орбіті. Після перемоги Воріан звільняє Абулурда і визнає його боягузом, але не зрадником, як його дід Ксав'єр, і виключає з Ліги. Після того, як Абулурда засудили до вигнання на Ланкевейлі, його діти чують історії про те, як у них вкрали дворянство. Коли Абулурд помирає від гарячки, його сини стверджують, що це Воріан Атрід приніс гарячку, щоб знищити Харконненів. Коли дім Харконненів повертається до імперії, їхні дикі звинувачення в домі Атрідесів сприймаються як правда. Так починається ворожнеча між Домом Атрідів і Домом Харконненів.

### Бене Ґессерит
Чарівниці Россака роблять останні кроки до того, щоб стати сестринством Бене Ґессерит, коли після Великої чистки відбувається відродження машинної чуми. Ракелла Берто-Анірул (онука Воріана Атрідеса) і Мохандас Сук, два лікарі, прибувають, щоб допомогти з новим спалахом. Після зараження Ракелла чудесним чином одужує завдяки речовинам, знайденим на планеті. Побоюючись, що лікар може якимось чином узурпувати її владу, лідер Чарівниць, Тісія Сенва, отруює Ракеллу препаратом Россака. Замість того, щоб вбити її, це випробування пробуджує іншу пам'ять у Ракеллі. Їй вдається внутрішньо перетворити отруту на нешкідливу речовину, таким чином вона першою зазнає того, що згодом стане Агонією Прянощів. Тісія вбиває себе, і мається на увазі, що Ракелла стає першою преподобною матір'ю Бене Ґессерит. Після Батлеріанського джихаду Ракелла бере на себе владу над Чарівницями Россака та їхніми програмами селекції людей і засновує школу думки Бене Ґессерит.

### Школа Сук
Після того, як ситуація на Росаку вирішується, Мохандас Сук вирушає на місію «сформувати медичну школу, якої Ліга ніколи не бачила». Пізніше вона стає відомою як школа Сук.

### Гільдія
Сповнена рішучості знайти рішення проблеми згортання простору, Норма Ценва експериментує на собі, закриваючись у резервуарі, наповненому газоподібним меланжем. Після жахливої мутації вона з'ясовує, що здатна вести корабель у згорненому просторі. Наприкінці книги Норма та її син проводять навчання для наступного покоління навігаторів. VenKee Enterprises продовжує утримувати свою монополію на згорнення простору і продовжує зміцнювати свою компанію, згодом перетворившись на Гільдію навігаторів.

### Ментати
Еразмус продовжує свій експеримент зі своїм підопічним Гілбертом Олбансом, якого він називає своїм Ментатом. Через сімдесят років стає зрозуміло, що незалежний робот любить свого «сина», хоча він не має проблем з жорстоким поводженням з іншими людьми. Коли Гілбертус прокрадається до одного з контейнерів мосту Гретгір, у якому знаходиться клон Серени Батлер, у яку він закоханий, Еразм відключає вибуховий механізм, щоб врятувати її. Роблячи це, Еразм прирікає всю машинну імперію на поразку. Усвідомлюючи, що Гретгір правитиме Всесвітом, він пропонує Гілбертусу навчити інших людей «ефективно мислити». Очевидно, Еразмус виживає в битві, коли Гілберт таємно вивозить його ядро пам'яті.

### Фримени
Під час зростання попиту на прянощі, щоб допомогти впоратися з епідемією ретровірусу, багато старателів приїжджають на Арракіс. У романі розповідається про боротьбу між Ізмаїлом, який бажає дотримуватися суворої традиції Дзенсуннітів, та його пасинком Ельхіїмом, який хоче отримати прибуток від іноземців. Не маючи змоги схилити Ельхіїма, Ізмаїл викликає його на дуель із піщаним черв'яком і програє. Незважаючи на поразку, багато дзенсуннітів вирішують покинути громаду та піти за Ізмаїлом, ставши фрименами Арракіса.

## Сприйняття
Дюна: Битва біля Корріно піднялася на 9 місце в списку бестселерів  "Нью-Йорк таймсз за другий тиждень публікації.